# Mariä Geburt (Rottenbuch)

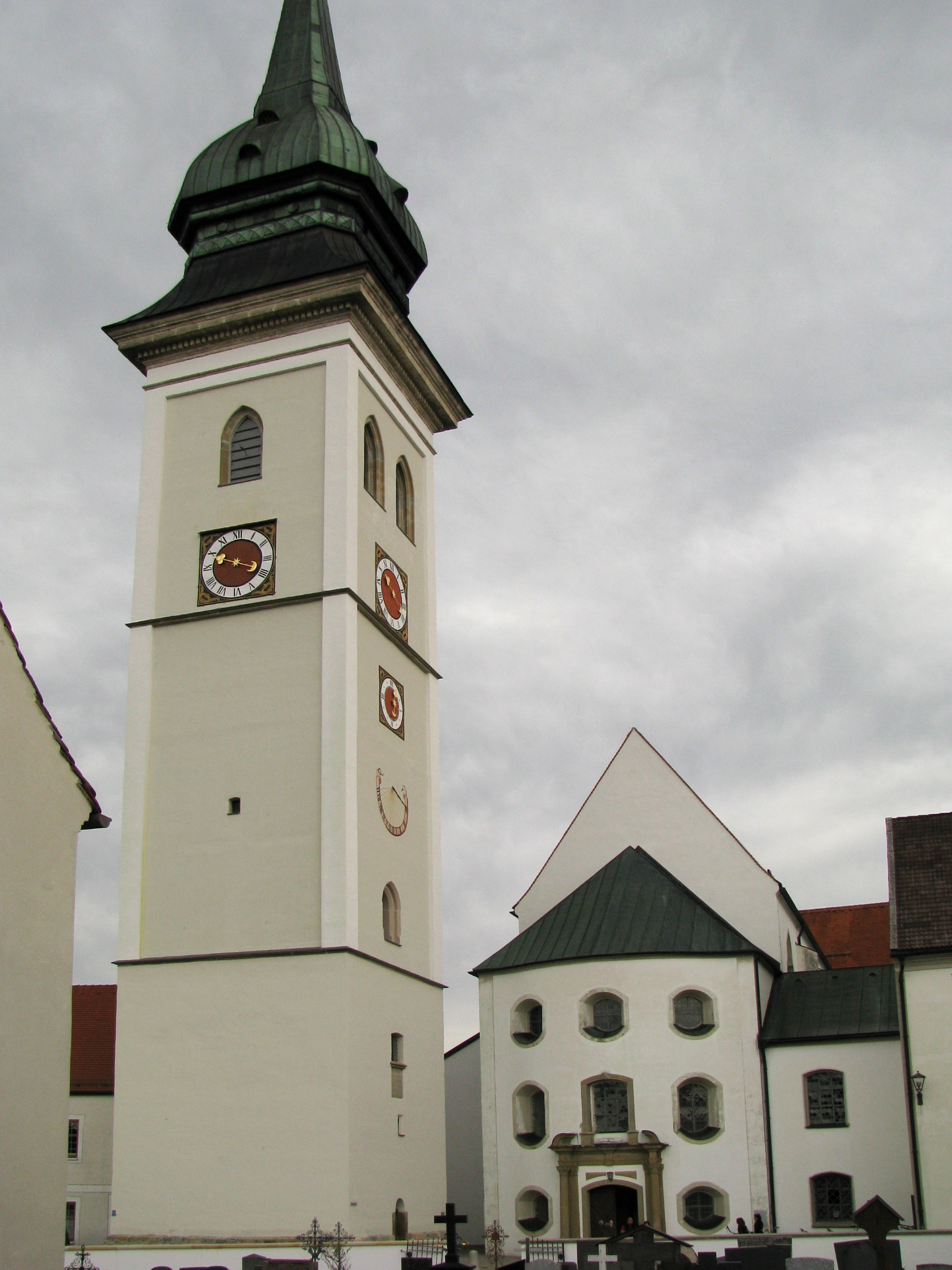
Mariä Geburt in Rottenbuch

Die römisch-katholische Pfarrkirche Mariä Geburt ist ein denkmalgeschütztes Kirchengebäude in Rottenbuch im oberbayerischen Landkreis Weilheim-Schongau. Die Pfarrei gehört zum Dekanat Werdenfels-Rottenbuch des Erzbistums München und Freising. Die Kirche war bis 1803 die Stiftskirche des Augustiner-Chorherrenstifts Rottenbuch.

## Geschichte

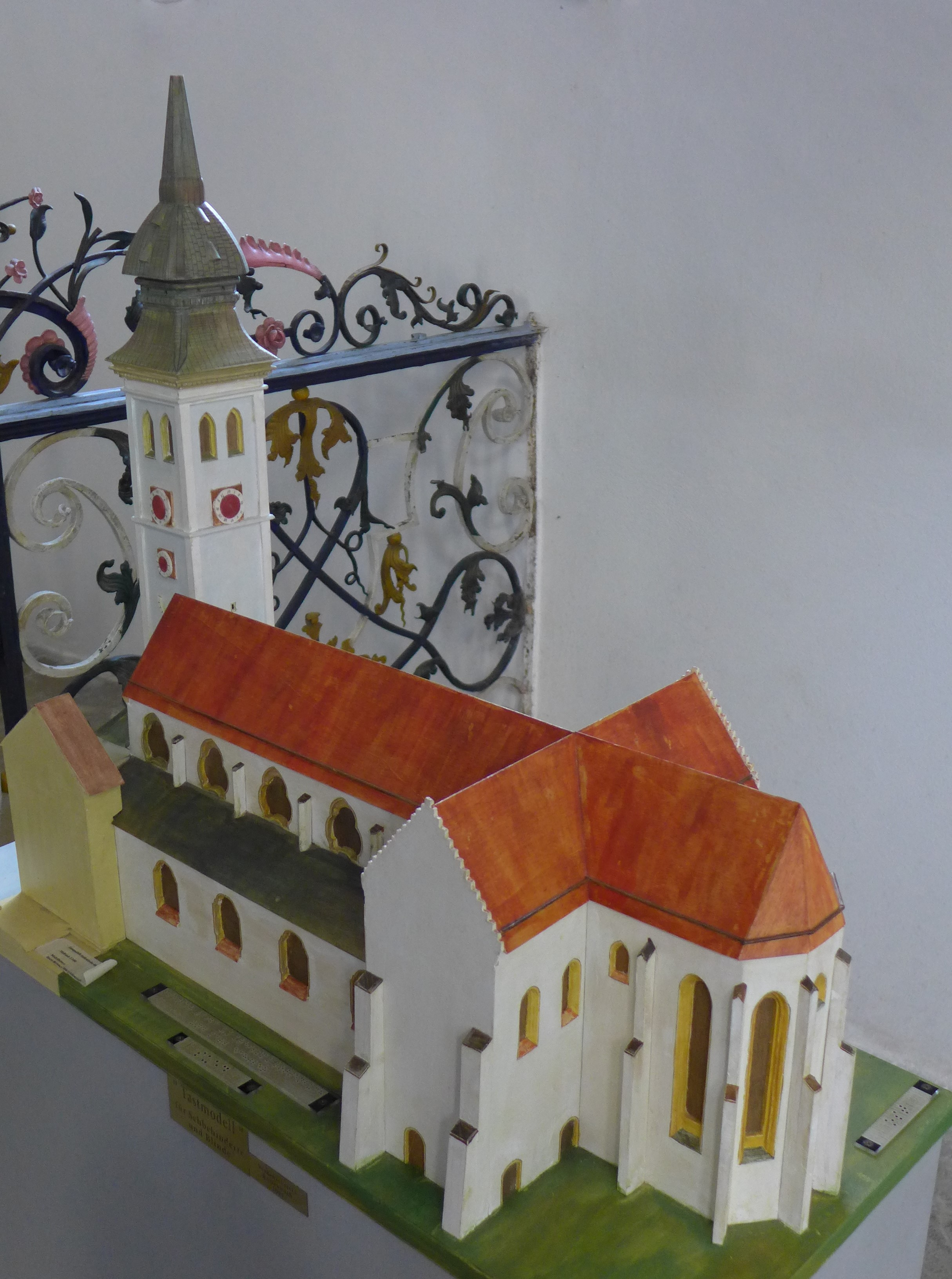
Kirchenmodell der Rottenbucher Mariä-Geburts-Kirche

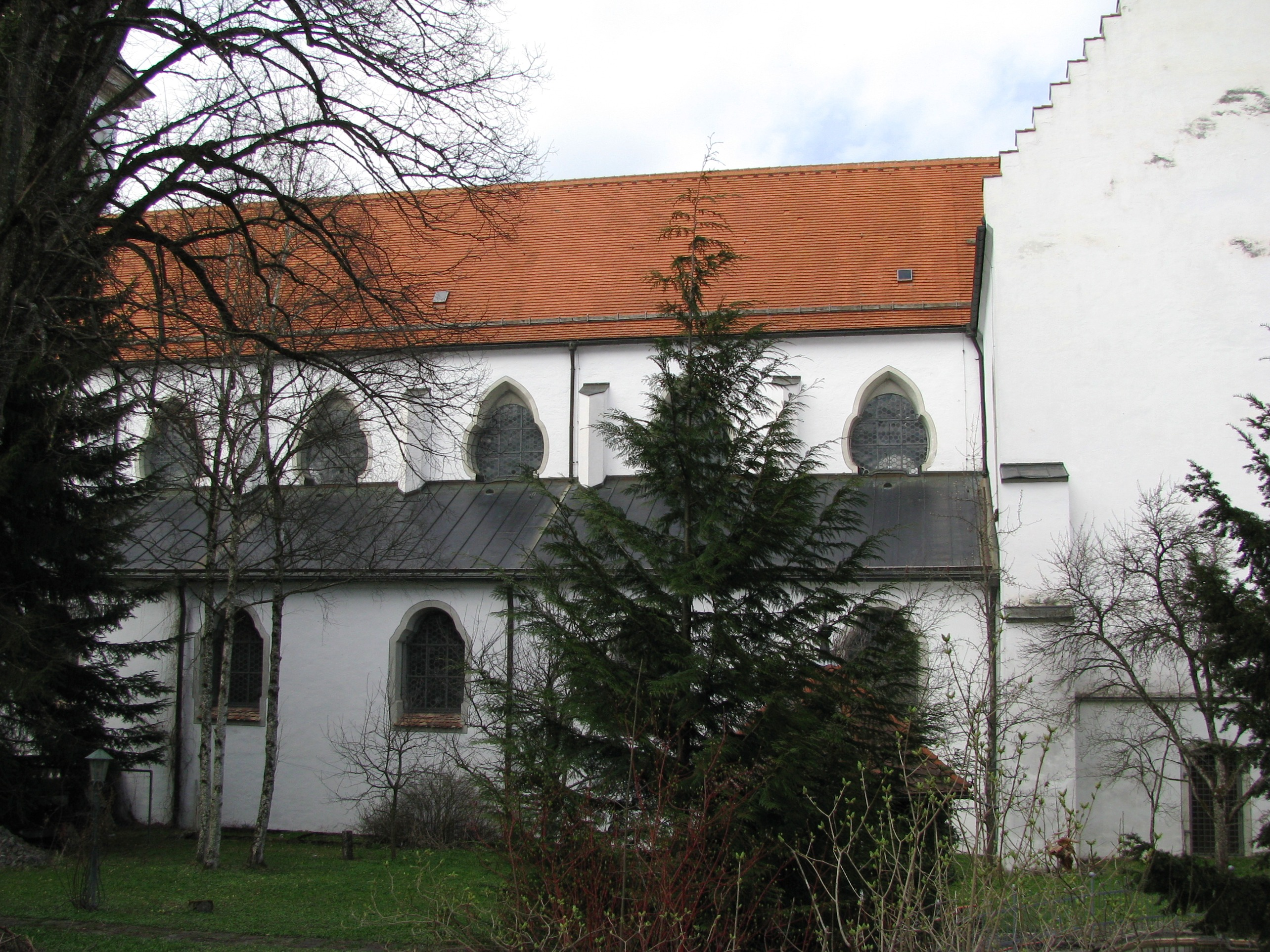
Ansicht der Schiffe

Bald nach der Gründung des Klosters im Jahr 1073 wurde mit dem Bau einer großen Stiftskirche begonnen. Die Basilika war kreuzförmig, der Kampanile freistehend; sonstige Daten zum Bau sind nicht überliefert. Bei einem Brand des Klosters im Jahr 1262 wurde auch das Kirchengebäude zum Teil zerstört. Der Bischof Landulph von Brixen gewährte 1298 einen Ablass, um eine Erneuerung zu fördern. Bei einem weiteren großen Feuer wurde die Kirche noch einmal erheblich beschädigt, danach unterstützte Kaiser Ludwig der Bayer den Wiederaufbau. Drei Altäre, die in der Vorhalle standen, wurden 1345 geweiht. Der Kirchturm stürzte 1417 ein, Propst Georg Neumair ließ den Turm bis 1439 wieder aufbauen.
Unter dem Propst erlebten Stift und Ort eine neue Blüte; er schloss mit einem Meister Hansen einen Vertrag über den Umbau des Querschiffes und des Chores. Die beiden Altäre des Querschiffes, die dem Patrozinium der Heiligen Johann und Stephan unterstellt waren, wurden am 13. und 14. August 1468 zusammen mit dem neuen Chor geweiht. Während der Amtszeit des Propstes Petrus Tagyscher von 1472 bis 1480 wurde der Bau des Langhauses vollendet und zusammen mit acht Altären vom Freisinger Weihbischof Johannes am 27. Oktober 1477 konsekriert.
In der Zeit des Propstes Wolfgang Perkhofer (1582–1611) wurden die Kapellen St. Veith und Heilig-Blut erneuert und die Rochuskirche gebaut. Das Altenmünster wurde vergrößert und es wurde noch einmal eine neue Orgel angeschafft. In der Zeit von 1611 bis 1663 wurde unter Federführung Michael Piscators der gotische Lettner entfernt. Unter Propst Augustin Oberst wurden von 1693 bis 1690 die Josefskapelle im Norden und die Frauenbrünnerlkapelle gebaut.
Von 1690 bis 1700 wurde, nach Plänen des Antonio Riva, das Kloster umfangreich neu gebaut. Der Propst Patritius Oswald (1700 bis 1740) veranlasste die Neufassung der Altäre im Langhaus. Neue Altäre für die Querschiffe wurden 1716 gebaut und danach wurden für alle zu der Zeit vorhandenen Altäre neue Gemälde angefertigt. Für die architektonische Planung und Ausführung und als Stuckateure wurden die Wessobrunner Joseph Schmuzer und sein Sohn Franz Xaver Schmuzer mit ihrer Werkstatt beauftragt.
Von 1737 bis 1738 wurden der Chor und das Querschiff mit Stuck versehen und mit Fresken von Matthäus Günther ausgestattet; 1739 wurde eine Sakristei gebaut. Das Langhaus wurde 1741 während der Zeit des Propstes Prasser ausgeschmückt, die Josephskapelle folgte 1744. Ursprünglich war für die Kirche eine Fassade mit zwei Türmen geplant, allerdings wurde dem Turm von 1781 bis 1782 ein neuer Kuppelhelm aufgesetzt. Im Obergeschoss der zur selben Zeit gebauten Vorhalle wurde die Katharinakapelle eingerichtet.
Mit der Aufhebung des Augustiner-Chorherrenstiftes während der Säkularisation verlor die Kirche ihre Stellung als Klosterkirche. Schon davor wurden große Teile der Kirchenschätze vom Staat konfisziert oder geraubt. Die Gebäude des Klosters und die Nebenkirchen wurden versteigert und danach abgebrochen. Die Stiftskirche wurde „ihrer vorzüglichen Bauart wegen“ vor dem Abbruch bewahrt und am 23. Oktober 1803 Pfarrkirche von Rottenbuch. Der Johannisaltar, sowie zwei Seitenaltäre wurden 1807 nach Peiting veräußert, das barocke Chorgestühl entfernt. Von 1961 bis 1963 wurde die Kirche umfangreich innen und außen restauriert. Die Neuausmalung des Innenraumes und der Einrichtung nahm der Kirchenmaler H. Mayrhofer nach Weisung des Landesamtes vor. Der Kunstmaler A. Dasser reinigte die Fresken und besserte sie aus.

## Architektur
Das Äußere ist schlicht gehalten, die Fassade der Vorhalle ähnelt einem Haus. In ihr steht die Ölberggruppe von 1600 und eine Pietà aus der Barockzeit; sie stand früher im Pestfriedhof. Der basilikale Eindruck der Anlage wird durch einen Blick von Nordost verdeutlicht.  Der 67 Meter hohe Turm steht etwa sieben Meter vom Eingang entfernt, er ist mit einem Helm und einer Spitze bekrönt. Die ursprünglich romanische Anlage wurde spätgotisch umgebaut. Dabei blieben die Umfassungsmauern der Quer- und Längsschiffe romanisch erhalten. Der Chor wurde neu gebaut. Das Gebäude misst 72 m in der Länge, 20,55 m in der Breite und 25,60 m bis zum Dachfirst.

## Orgel

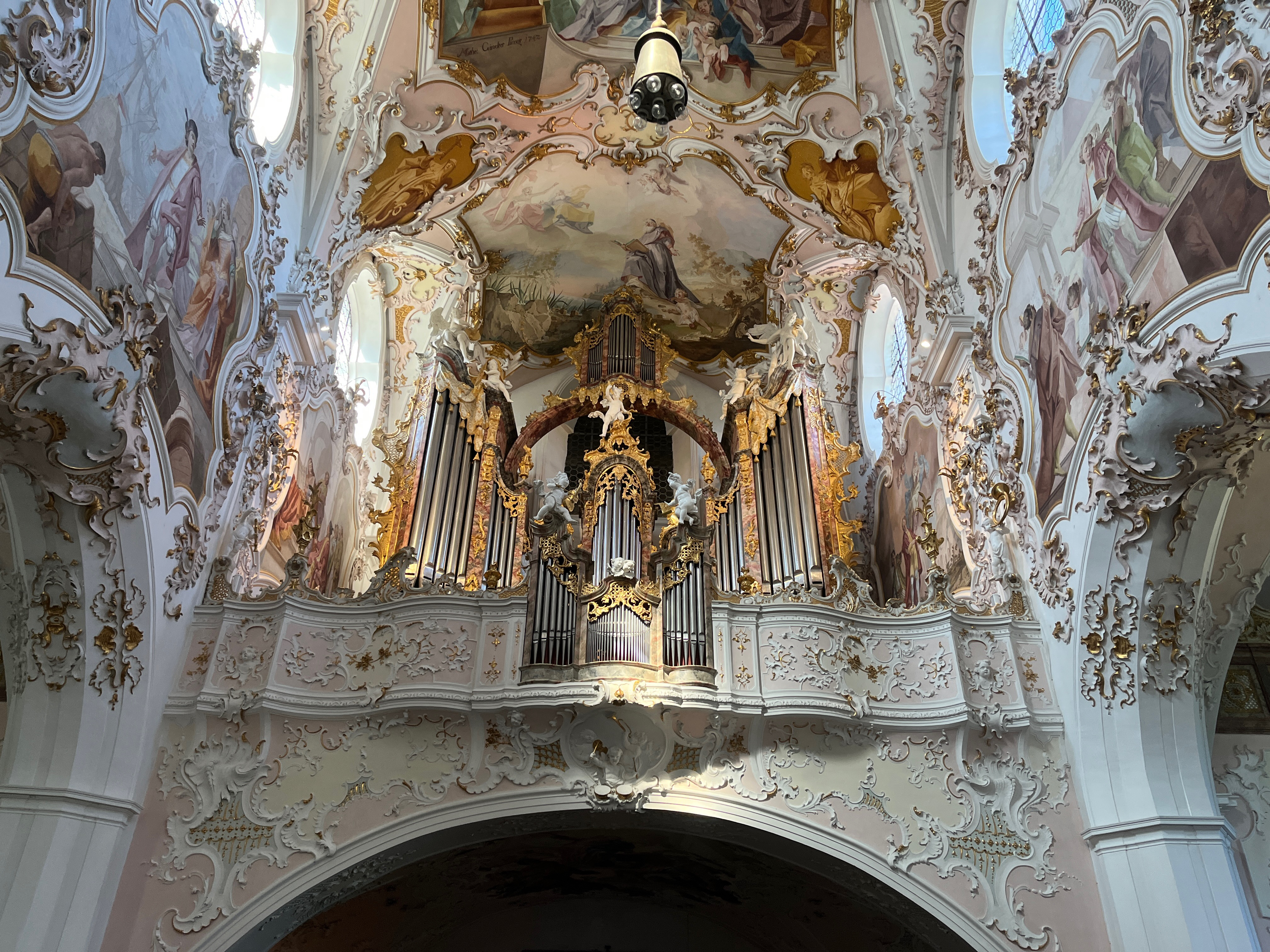
Pfeifenorgel von Freiwiß (1747), 2022 rekonstruiert und renoviert von Klais

Der Ursprung der heutigen Orgel liegt im 18. Jahrhundert; Propst Clemens Prasser beauftragte 1746 Balthasar Freiwiß mit der Errichtung einer neuen Orgel, die am 14. September 1747 fertiggestellt wurde. Doch auch zuvor gab es bereits Orgeln, so vermerkte Propst Wilhelm Vend in seinen Aufzeichnungen, dass 1556 in Augsburg ein Prospekt geschnitzt und ein Jahr später eine neue Orgel aufgebaut wurde. 1628 entstand die Vorgängerorgel, deren Zinn 1747 verwendet wurde. 
Die Freiwiß-Orgel hatte 28 Register (Schleifladen) auf zwei Manualen und Pedal. Die Spiel- und Registertrakturen waren mechanisch.
| I Positiv |         |  |
| Copl      | 8′      |  |
| Principal | 4′      |  |
| Fugara    | 4′      |  |
| Flöte     | 4′      |  |
| Quint     | 1 ⁄2′ 0 |  |
| Mixtur V  | 2′      |  |

| II Hauptwerk   |      |
| Subprincipal   | 8′   |
| Principal      | 8′   |
| Copl           | 8′   |
| Viola da Gamba | 8′ 0 |
| Salicet        | 8′   |
| Quintatön      | 8′   |
| Octav          | 4′   |
| Flöte          | 4′   |
| Spizflöte      | 4′   |
| Quint          | 3′   |
| Superoctav     | 2′   |
| Sesquialter II | 3′   |
| Mixtur X       | 2′   |
| Cymbl V        | 4′   |
| Tremulant      |      |

| Pedal       |     |
| Subbaß      | 16′ |
| Portun      | 16′ |
| Octav       | 08′ |
| Violonbaß   | 08′ |
| Quintbaß    | 06′ |
| Hollflauten | 04′ |
| Cornett XI  | 04′ |
| Posaune     | 08′ |

Die Freiwiß-Orgel wurde schon 1783 von Andreas Handmann umgebaut, danach 1857 und 1878 durch Max Maerz und 1933 durch Josef Zeilhuber. Der letzte Umbau erfolgte 1963 durch Guido Nenninger, der die Orgel auf drei Manuale und 30 Register erweiterte. Einige historische Teile, die bei dieser Modernisierung ersetzt wurden, sind erhalten geblieben. Ab 2021 wurde das Instrument durch Johannes Klais Orgelbau auf den Zustand von 1783 zurückgebaut. Zu Pfingsten 2022 wurde die Orgel eingeweiht.
Sie hat folgende Disposition:
| I Positiv C–f3 |            |       |
| 1.             | Gedackt    | 8′    |
| 2.             | Principal  | 4′    |
| 3.             | Fugara     | 4′    |
| 4.             | Flöte      | 4′    |
| 5.             | Quint      | 1 ⁄2′ |
| 6.             | Mixtur V 0 | 2′    |

| II Hauptwerk C–f3 |                  |       |
| 07.               | Principal        | 8′    |
| 08.               | Salicional       | 8′    |
| 09.               | Gamba            | 8′    |
| 10.               | Hohlflöte        | 8′    |
| 11.               | Gedackt          | 8′    |
| 12.               | Quintadena       | 8′    |
| 13.               | Octav            | 4′    |
| 14.               | Rohrflöte        | 4′    |
| 15.               | Flöte            | 4′    |
| 16.               | Spitzflöte       | 4′    |
| 17.               | Superoctav       | 2′    |
| 18.               | Sesquialter II   | 3′    |
| 19.               | Cornet III-IV    | 4′    |
| 20.               | Mixtur minor V 0 | 2 ⁄3′ |
| 21.               | Mixtur major X   | 2′    |

| Pedalwerk C–c1 |                  |     |
| 22.            | Principalbass    | 16′ |
| 23.            | Subbaß           | 16′ |
| 24.            | Octavbass        | 08′ |
| 25.            | Gamba II         | 08′ |
| 26.            | Quintbass        | 06′ |
| 27.            | Superoctave      | 04′ |
| 28.            | Cornettbass XI 0 | 04′ |
| 29.            | Posaunenbass     | 08′ |

- Koppeln: I/II I/P

## Ausstattung

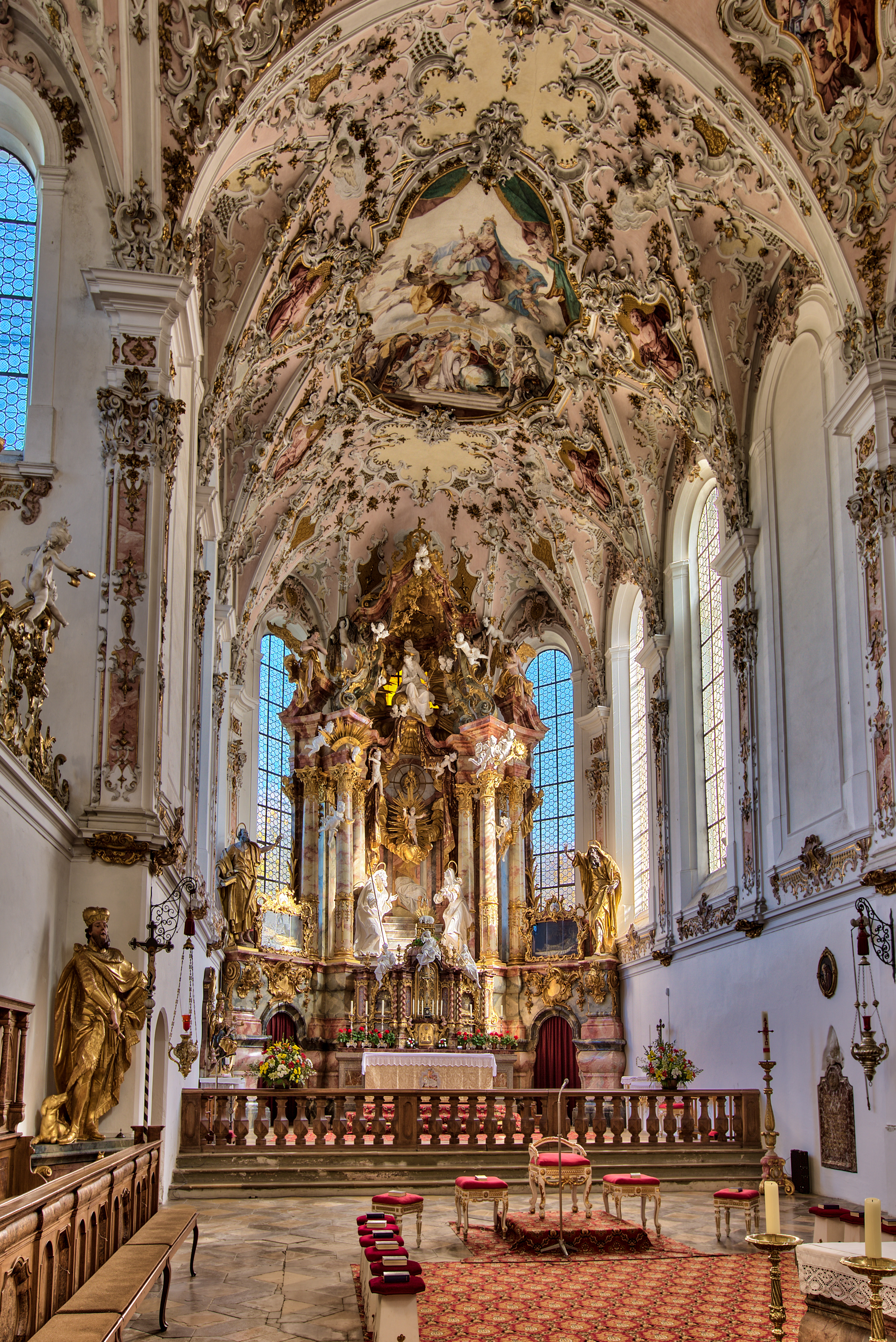
Blick auf den Chor

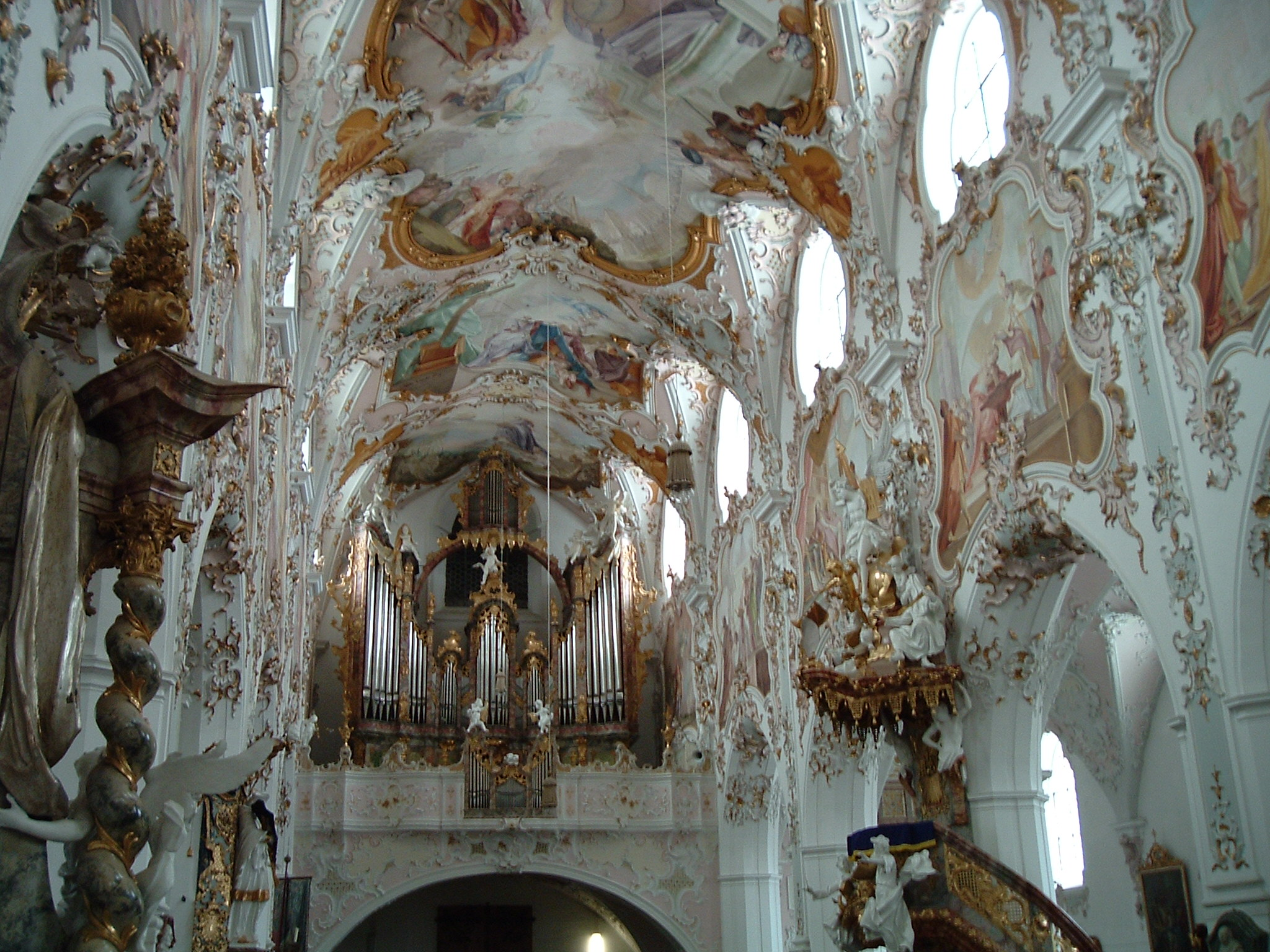
Ausmalung der Decken und Wände

- Der Propst Johann Messerschmidt (1480–1497) schaffte Teile der Inneneinrichtung an; dazu gehörten Altartafeln von Gabriel Maeleßkircher eine Muttergottes und ein Sakramentshäuschen.[4]
- Unter Michael Piscator wurden von 1611 bis 1663 neue Altäre für das Langhaus angeschafft und ein imposanter Hauptaltar aufgestellt. In diesen Hochaltar wurden die sterblichen Überreste der Heiligen Primus und Felicianus übertragen, deren Leiber vorher jahrhundertelang im Altenmünster verehrt wurden.[4] Der Hauptaltar wurde 1750 durch einen anderen ersetzt.
- Die sechs Glocken wurden 1947 vom Bochumer Verein gegossen, sie sind auf die Töne b, des, es, ges, as und b gestimmt, die Gesamtmasse beträgt 8,25 t.[8]
- Von dem spätgotischen Hochaltar ist eine Figur der Muttergottes, eine Arbeit des Meisters der Blutenburger Apostel, aus dem Jahr 1480 erhalten. Das Gnadenbild steht auf dem Augustinusaltar.[3]
- Die Kirchenbänke und die Beichtstühle wurden in den Werkstätten von Georg Fischer aus Schönberg und Georg Pröbst aus Böbingen geschreinert.
- Der Taufstein stammt von dem Bildhauer Anton Sturm.

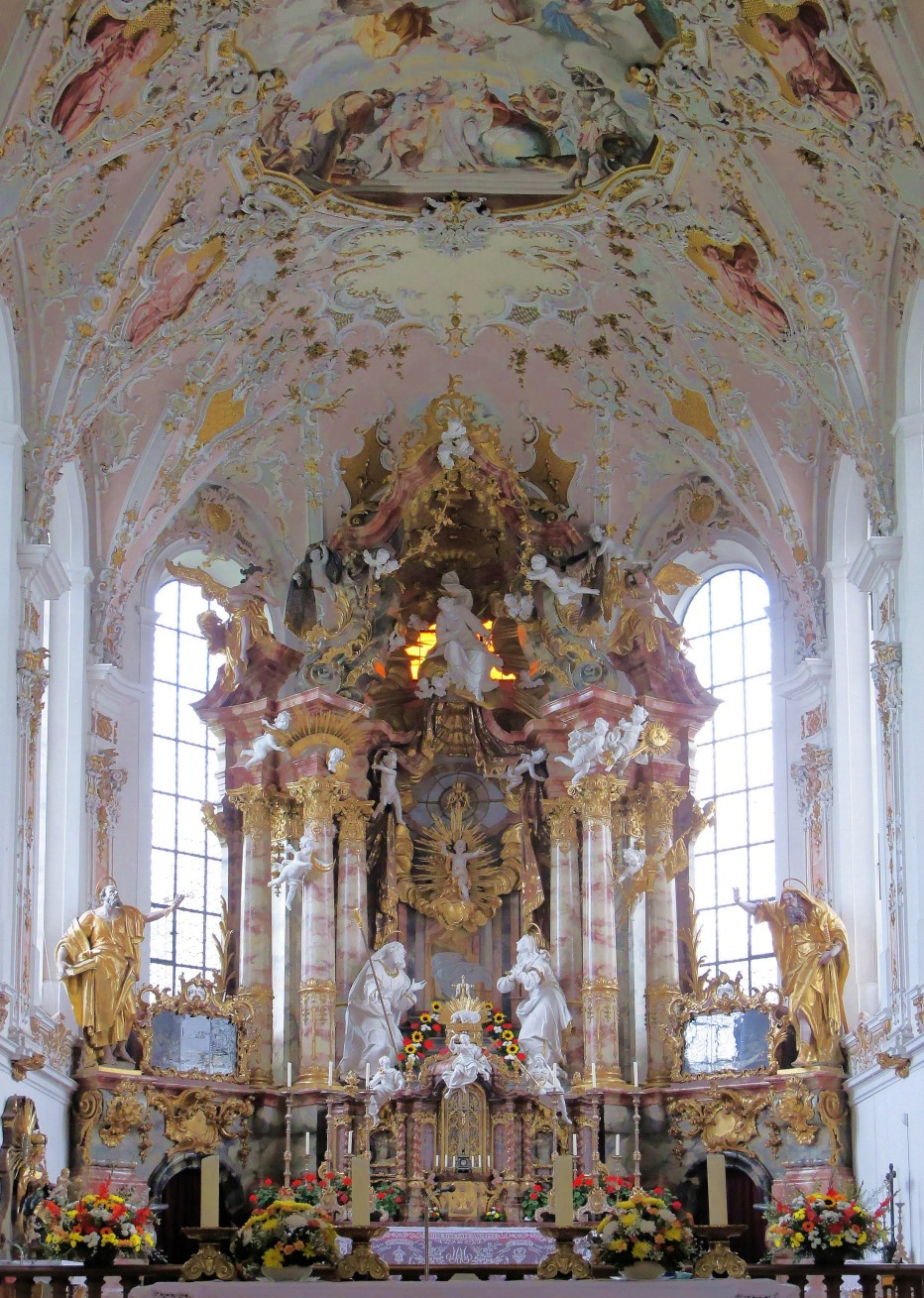
Hochaltar
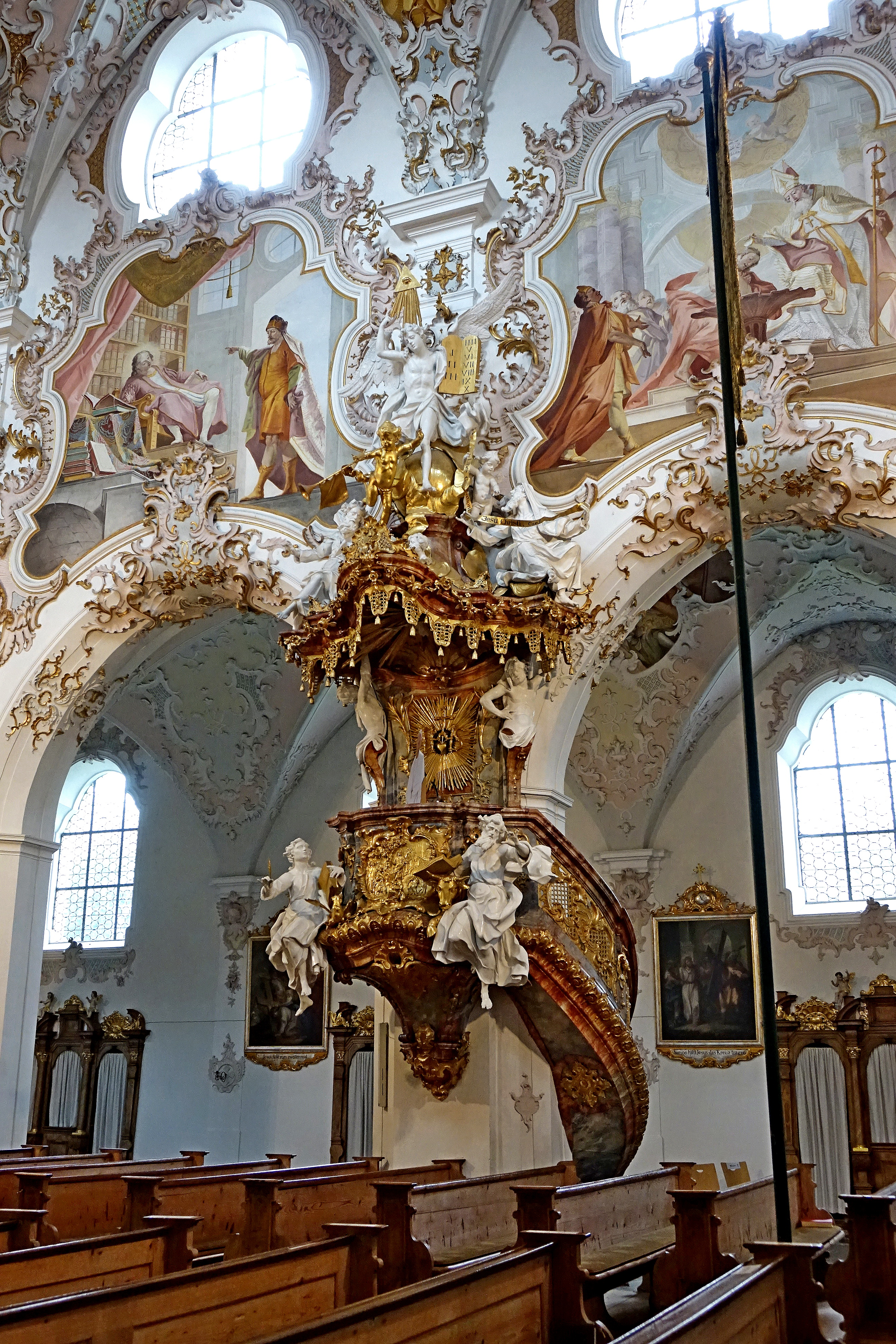
Kanzel
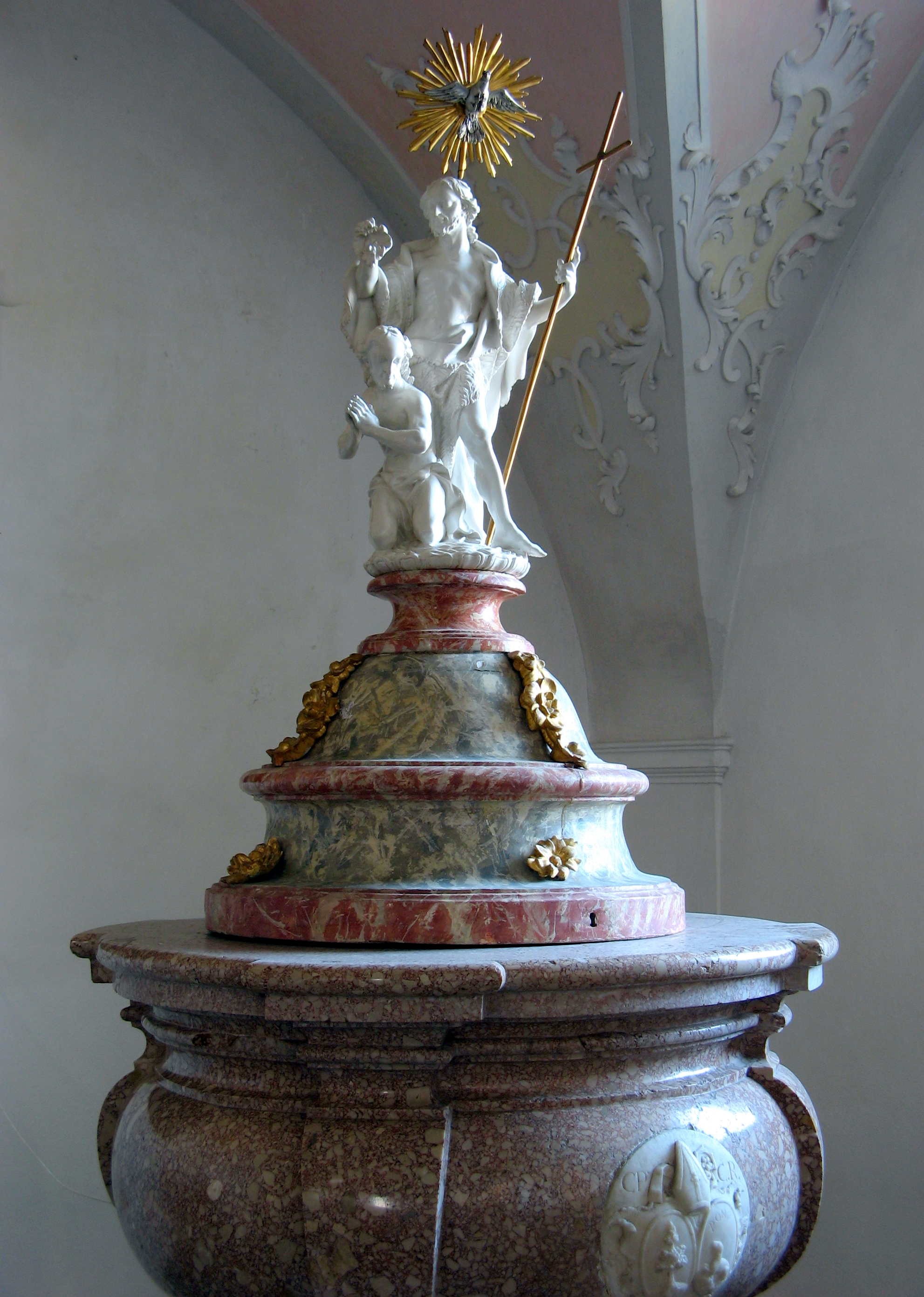
Taufstein
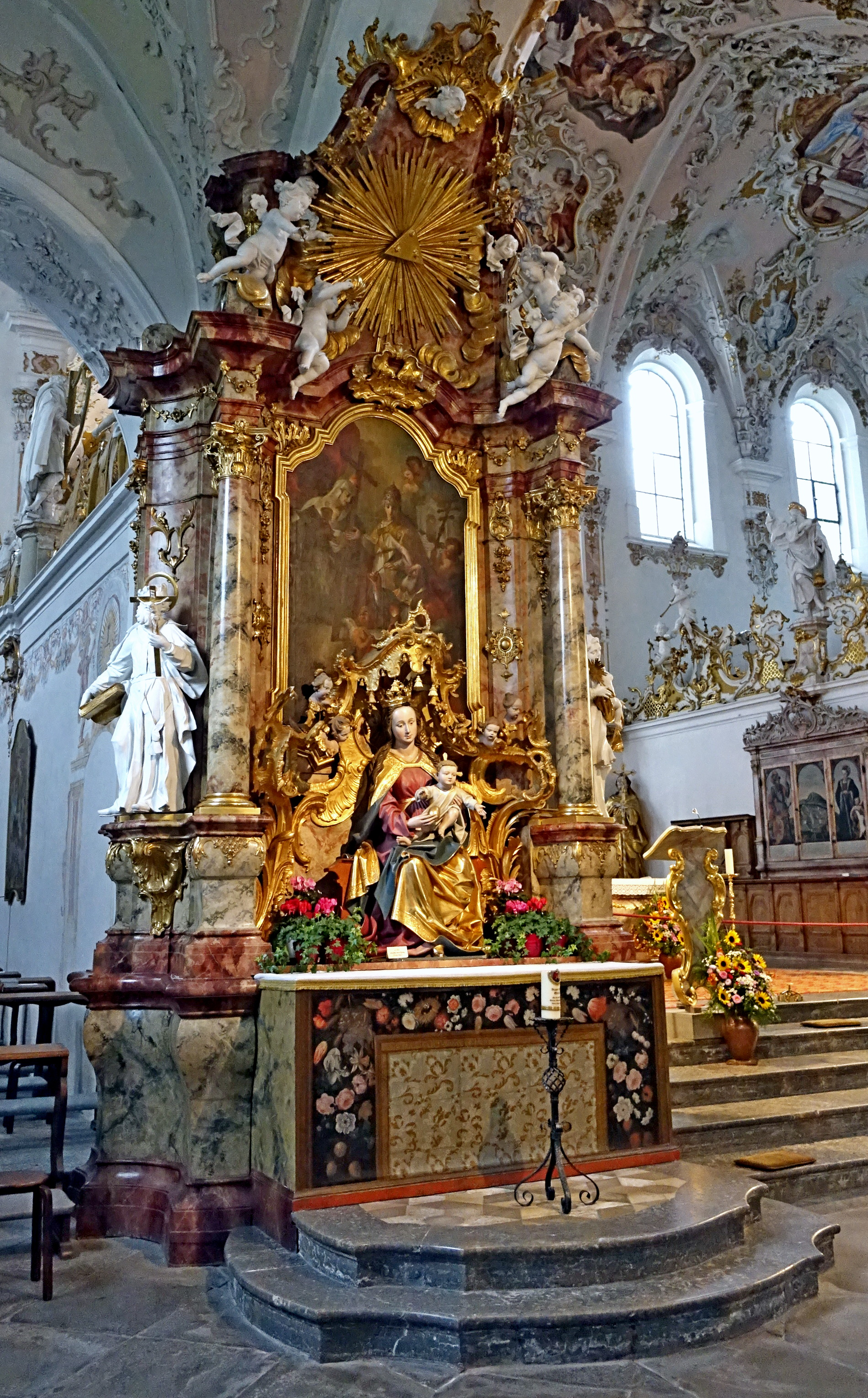
Augustinusaltar